# Ångström (distribución)
Ångström fue una distribución basada en Debian dirigida a una variedad de dispositivos empotrados. La distribución fue resultado de la unificación de los proyectos OpenZaurus, OpenEmbedded y OpenSimpad.

## Plataformas
De acuerdo a la wiki de Ångström, esta distribución fue desarrollada para los siguientes dispositivos:
- Sharp Zaurus:
  - SL-5500 (Collie) (No soportada en la versión actual)
  - SL-5600 (Poodle)
  - SL-6000 (Tosa)
  - SL-C7x0 (Corgi, Husky, Shepherd)
  - SL-C860 (Boxer)
  - SL-C1000 (Akita)
  - SL-C3xxx (Spitz, Borzoi, Terrier)
- Hewlett Packard iPAQ PDA
  - h2200
  - h4000
  - hx4700
  - h5000
- Nokia 770 Internet Tablet
- HTC Universal / iMate JasJar
- Motorola A780
- Psion Teklogix NetBook Pro
- Gumstix and Kouchuk-Bars
- Hawkboard
- BeagleBoard
- PandaBoard
- OpenPandora
- OMAPEVM
- Base de la distribución Openmoko
- Archos 5
- Archos 7[2]
- Archos 5 Internet Tablet
- Archos 101 IT (Generación 7)[3]
- Archos 32[4]
- Archos 28[5]
- Polyvision Roomwizard
- Minnowboard